# Santa, Taihe
Santa (kinesiska: 三塔) är en köping i östra Kina. Den ligger i Taihe härad i staden Fuyang i provinsen Anhui, omkring 210 kilometer nordväst om provinshuvudstaden Hefei.